# Komoro
Komoro (小諸市 -shi) é uma cidade japonesa localizada na província de Nagano.
Em 2003 a cidade tinha uma população estimada em 45 850 habitantes e uma densidade populacional de 464,73 h/km². Tem uma área total de 98,66 km².
Recebeu o estatuto de cidade a 1 de Abril de 1954.